# Olga Spalová
Olga Spalová (16. července 1914 Polička – 14. dubna 1987 Praha), rozená Srbová, byla česká historička a spisovatelka, esejistka, divadelní a rozhlasová kritička a teoretička, autorka monografií o hercích, malířích a sochařích, překladatelka z ruštiny a z francouzštiny.

## Život
Narodila se v Poličce jako druhé dítě v rodině učitele Antonína Srby (*1881) a jeho manželky Olgy, rozené Sedlákové (*1880). Měla staršího bratra Antonína (* 1907). Rodina byla již od roku 1912 přihlášena k pobytu v Praze Bubenči, kde otec později získal místo středoškolského profesora., později se přestěhovala do Kbel.
Po absolutoriu gymnázia Olga vystudovala v letech 1933-1937 filologii, estetiku a filozofii na filozofické fakultě Univerzity Karlovy v Praze a obhájila disertační práci na téma nového dramatu historického.  Působila pak jako učitelka a dále jako spisovatelka, esejistka, divadelní a rozhlasová kritička a teoretička. Své recenze a kritiky publikovala v novinách (často v kulturní rubrice deníku Lidová demokracie) a v odborných časopisech.
Do literatury vstoupila roku 1944 sbírkou povídek Létavice a povídky o marném hledání. Svou učitelskou praxi zhodnotila v románu z roku 1947 s titulem Co nebylo v třídní knize. Dále vydala paměti svého dědečka, učitele Jaroslava Sedláka.
Své monografické publikace zakládala na pečlivém a kritickém studiu písemných pramenů a dosáhla tak cenných výsledků. Její metody vědecké práce ocenila teatroložka Eva Stehlíková. Napsala celkem 10 knih.
Byla pohřbena na rozptylové loučce Olšanských hřbitovů.

## Knihy (výběr)
- Létavice a povídky o marném hledání, Praha 1944
- Co nebylo v třídní knize. Práce Praha 1947
- Divadlo, aneb snář; monografie o Eduardu Kohoutovi (editorka). Odeon Praha 1978
- Sága rodu Budilova : Sto let českého divadla na jevišti i v zákulisí. Odeon Praha 1978
- Anna Sedláčková, Praha 1981
- Malá světová obrazárna, Svoboda Praha 1981